# Juggalo Championship Wrestling
Juggalo Championship Wrestling (JCW) (anteriormente conocida como Juggalo Championshit Wrestling) es una promoción de lucha libre profesional estadounidense fundada en 1999 por Joseph Bruce y Joseph Utsler, más conocidos como Insane Clown Posse. Los videojuegos Backyard Wrestling: Don't Try This at Home y Backyard Wrestling 2: There Goes the Neighborhood son protagonizados por numerosos luchadores de esta empresa.
El estilo de la JCW está mayoritariamente basado en hardcore wrestling. Bruce y Utsler describen a la Extreme Championship Wrestling como la mayor influencia en el estilo de su compañía, así como en los ángulos únicos de cámara, comparables a los de la película Natural Born Killers. En los primeros años de la compañía, y ocasionalmente aún hoy, los luchadores suelen tener gimnicks de raperos y nombres artístios paródicos. La compañía estableció un cambio en el roster después de cambiar su nombre, centrándose más en luchadores hardcore, así como usando sus nombres más famosos.
JCW lanza la mayoría de sus episodios y programas en SlamTV! y en DVD, vendidos en tiendas en línea. En 2010, la compañía anunció tener planes de ejecutar grabaciones de SlamTV! cada dos semanas, así como un programa adicional durante un mes en Novi, Míchigan, en un terreno recién adquirido llamado "Juggalo Arena". El mismo año, la promoción lanzó la JCW Wrestling School, dirigida por Kevin Canady.